# Lapskt hedfly
Lapskt hedfly (Sympistis lapponica) är en fjärilsart som beskrevs av Carl Peter Thunberg 1791. Lapskt hedfly ingår i släktet Sympistis och familjen nattflyn. Enligt den finländska rödlistan är arten sårbar i Finland. Arten är reproducerande i Sverige. Artens livsmiljö är fjällhedar. Inga underarter finns listade i Catalogue of Life.

## Bildgalleri

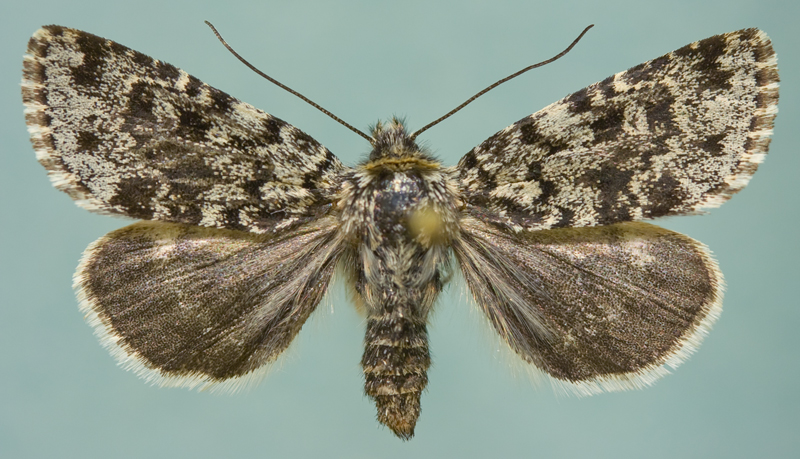